# سنجاب کوتوله غربی
سنجاب کوتوله غربی (نام علمی: Microsciurus mimulus) نام یک گونه از سرده سنجاب کوتوله است.